# Северо-Восточная народная революционная армия
После того, как Японская империя вторглась и заняла северо-восточную Маньчжурию в 1931, КПК организовала небольшие антияпонские отряды партизан и образовала свою собственную северо-восточную народную революционную армию, созданную для социальной революции, однако она была крошечной по сравнению с антияпонскими добровольческими армиями, созданными в порыве патриотического рвения.
Когда были созданы первые добровольческие армии, КПК была очень враждебна по отношению к ним, утверждая, что их лидеры обречены к капитуляции и что они подкуплены японцами и просто претворяются, что сопротивляются. Таким образом, японская армия имела бы предлог для привлечения своих отрядов к советской границе. Коммунисты в северо-восточном Китае даже издали призыв к добровольцам убивать своих офицеров и присоединяться к коммунистам в социальной революции.
Некоторые коммунисты действовали против этой политики и занимали руководящие должности в добровольческих отрядах. Они были особенно влиятельны в Китайской народной армии национального спасения, в которой Ли Яньлу и Чжоу Баочжун стали высокопоставленными офицерами. Сначала Партия яростно критиковала их поведение. Однако, коммунисты, в конце концов, столкнулись с тем, что их политика почти не имела никакого отношения к антияпонской борьбе.
В 1934 после поражения Добровольческой армии, все эти отряды компартии были реорганизованы в единую Северо-восточную антияпонскую объединенную армию во главе с Ян Цзинъюем. Это формирование продолжило сражаться против японского "умиротворения" Маньчжоу-го до самой смерти Яна в 1940.

## Внешние ссылки
- Добровольческие армии северо-восточного Китая